# گروه کاربران لینوکس

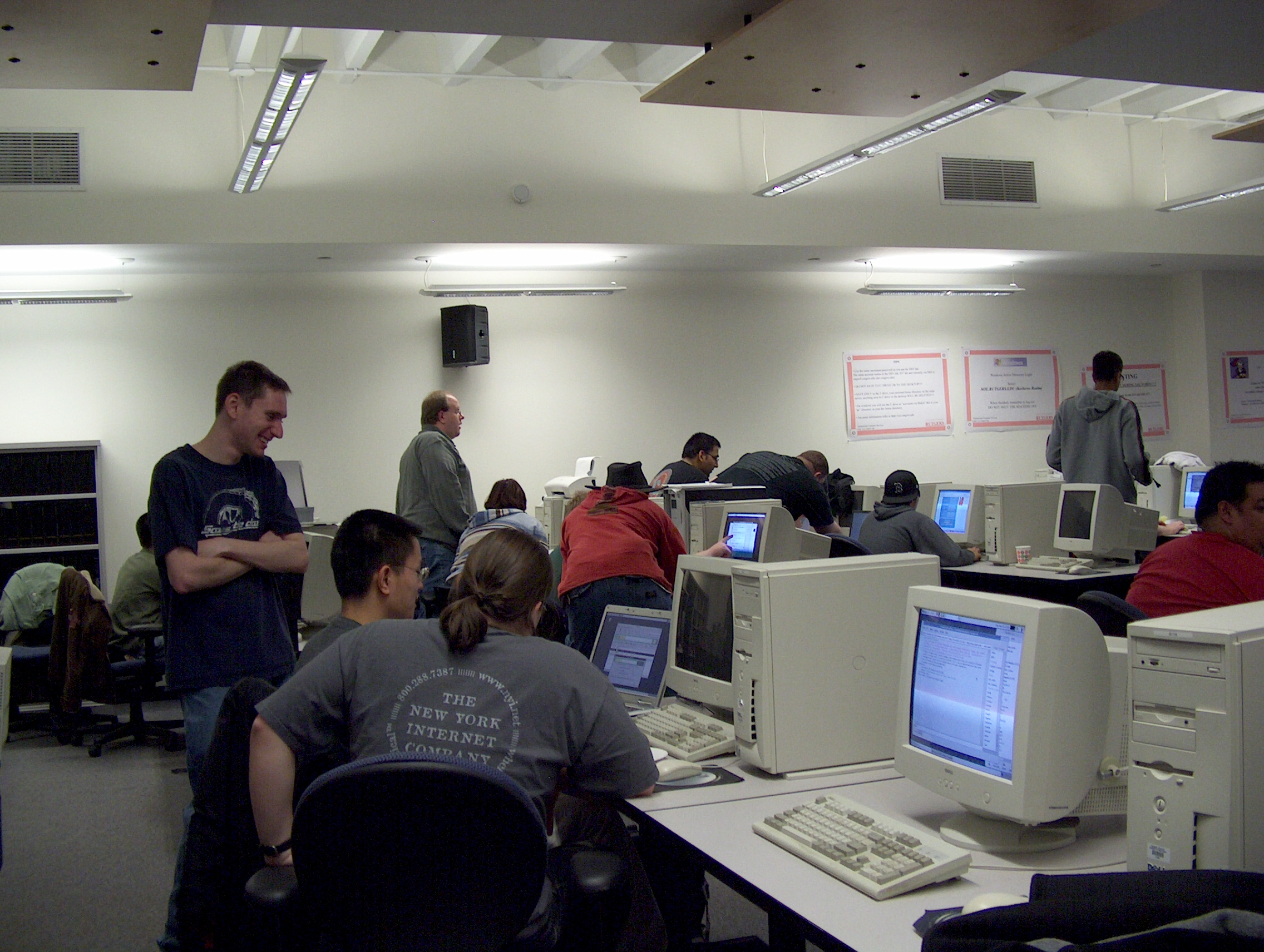
جشنوارهٔ نصب که توسط گروه کاربران لینوکس دانشگاه راتگرز پشتیبانی می‌شود.

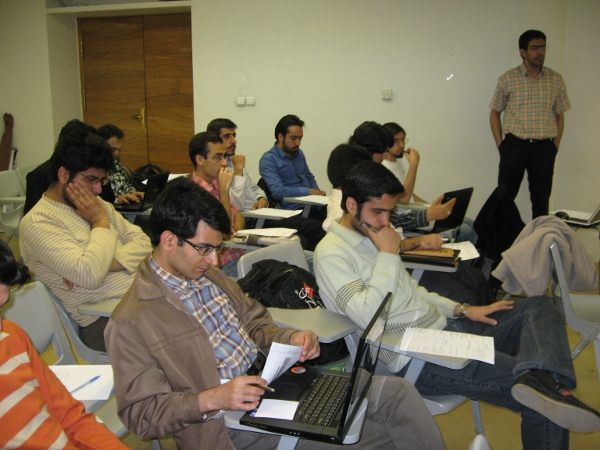
کارگاه خط فرمان جلسه ۱۳۶ گروه کاربران لینوکس اصفهان در کتابخانه مرکزی شهرداری اصفهان

گروه کاربران لینوکس (به انگلیسی: Linux User Group) یا لاگ (LUG) یک سازمان خصوصی، اغلب غیرانتفاعی یا بدون هدف انتفاع است که برای اهداف پشتیبانی یا آموزش کاربران لینوکس به‌خصوص کاربران تازه‌کار تشکیل می‌شود؛ هر چند لزوماً منحصر به آن‌ها نیست. این عبارت اغلب به گروهی محلی گفته می‌شود که به صورت فیزیکی دور هم جمع می‌شوند هر چند گاهی به گروه کاربرانی که در محدوده جغرافیایی وسیع پراکنده شده‌اند و به صورت برخط با هم تعامل دارند نیز گفته می‌شود.
اهداف لاگ‌ها بنا به نیازهای اعضا و محل لاگ تغییر می‌کنند. هیچ برنامهٔ راهبردی یا برنامه‌ریزی خاصی برای آن وجود ندارد. در لاگ‌ها دیوان‌‌سالاری و مدیریت مرکزی وجود ندارد. هر چند اهداف ممکن و مشخصه‌های یک لاگ شامل موارد زیر است:
- مدافعه و وکالت
- آموزش
- پشتیبانی
- اجتماعی‌شدن

اما اهداف هر لاگ علاوه بر اهداف بالا، شامل اهداف خاص لاگ بر حسب نیاز اعضایش است.
قدیمی‌ترین و بزرگترین لاگ، لاگ سیلیکون ولی است.

## فعالیت‌های معمول
جلسات لاگ ممکن است به سادگی نشستن دور یک میز و گفتگو اعضای لاگ با یک‌دیگر باشد یا سخنرانی اعضای لاگ در مورد تجربیات خود در لینوکس. به عنوان مثال لینوس توروالدز گاهی در جلسات SVLUG (لاگ سیلیکون ولی) سخنرانی می‌کند.
یکی دیگر از فعالیت‌های معمول لاگ‌ها، برگزاری جشنواره نصب با هدف ترویج استفاده از لینوکس است.

## جشنواره نصب
جشنواره نصب (به انگلیسی: Install Festival or Install Fest) یکی از فعالیتهای رایج در اجتماعات لینوکسی می‌باشد. در جشنواره‌های نصب دوستانی که علاقه‌مند به نصب لینوکس هستند ولی تا به حال به دلیل نداشتن اطلاعات کافی، نیاز به کمک برای نصب یا هر دلیل دیگری موفق به انجام این کار نشده‌اند با شرکت در این برنامه از تجربیات دوستان دیگر کمک می‌گیرند و مشکلات خود را با کمک جمع برطرف می‌کنند.

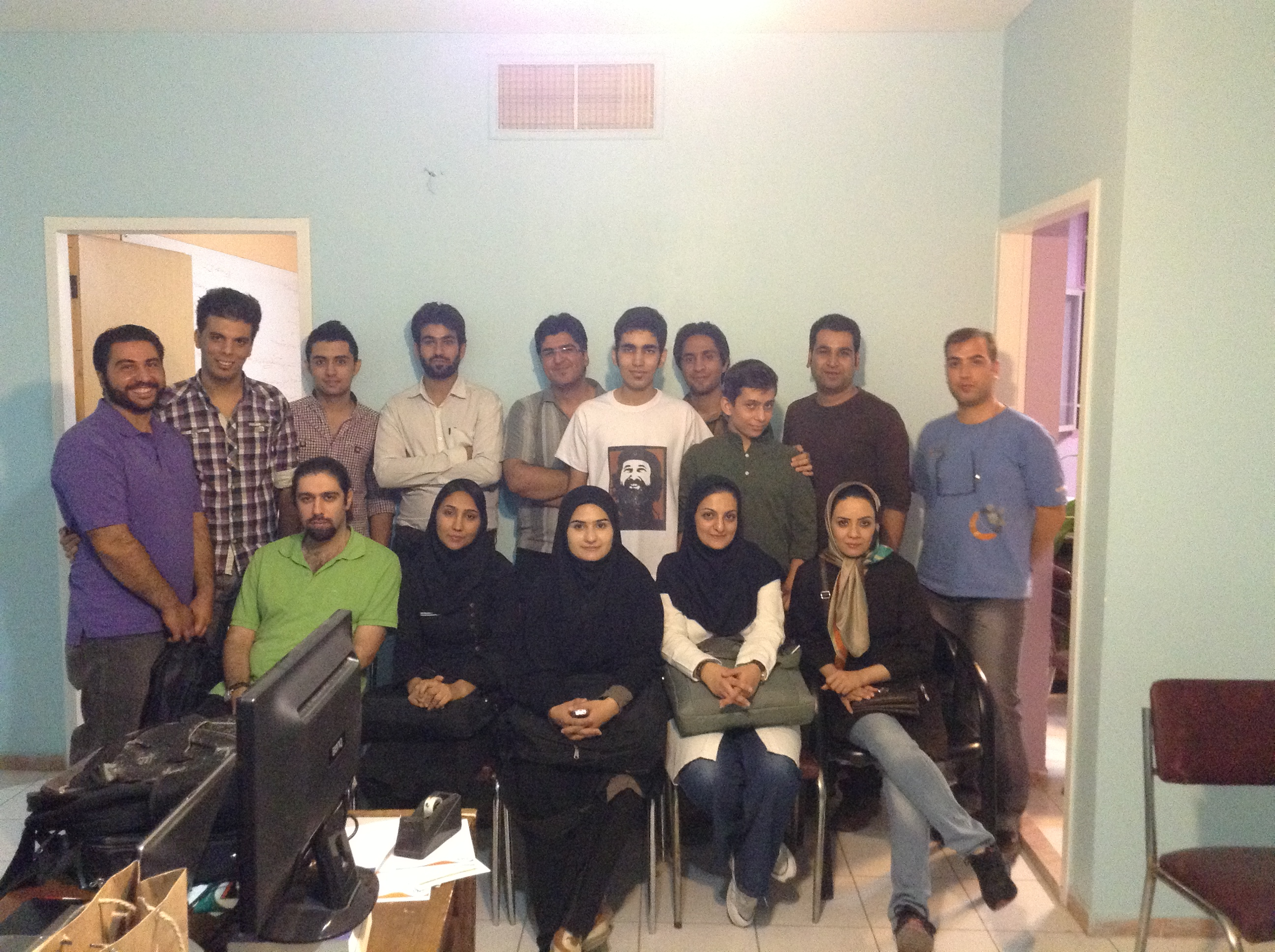
دومین فستیوال نصب گنو/لینوکس برگزار شده توسط گروه کاربران گنو/لینوکس کرمان - ۲۰۱۳